# John H. Stevens

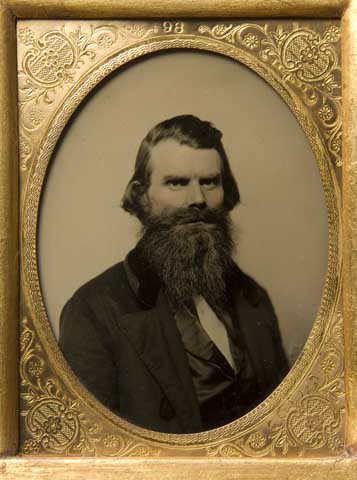
John H. Stevens (1858)

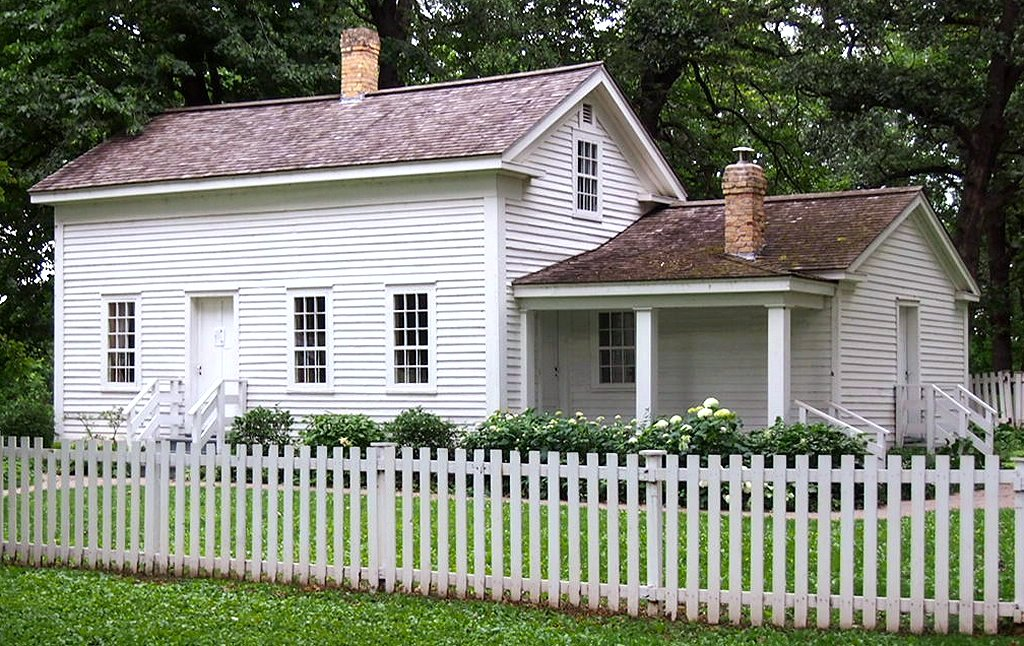
Das John Harrington Stevens House ist das älteste Haus der historischen Stadt Minneapolis sowie das zweitälteste auf dem heutigen Stadtgebiet

John Harrington Stevens (* 13. Juni 1820 in Brompton Falls, Niederkanada (heute Teil von Sherbrooke, Québec); † 28. Mai 1900 in Minneapolis, Minnesota) war ein US-amerikanischer Farmer und Politiker. Er gilt als erster permanenter Siedler, der sich auf dem Gebiet der heutigen Stadt Minneapolis niederließ, und als Gründer der Stadt.

## Leben
Stevens wurde in der damals britischen Kolonie Niederkanada geboren. Er trat der U.S. Army bei und kämpfte im Mexikanisch-Amerikanischen Krieg. Im Jahr 1849 sich Stevens in der Nähe der Militärfestung Fort Snelling nieder und erwarb das Land mit der Bedingung, eine Fährverbindung zwischen der Siedlung und der auf der anderen Seite des Mississippi River gelegenen Stadt St. Anthony herzustellen. Die Position des von Stevens errichteten Hauses wurde mehrfach geändert, seit 1896 befindet es sich im Minnehaha Park im Süden von Minneapolis.
In den Jahren 1857 und 1858 saß John H. Stevens im Repräsentantenhaus von Minnesota und in den Jahren 1859 und 1860 im Senat des Bundesstaates. 1862 und 1876 saß er wiederum für jeweils ein Jahr im Repräsentantenhaus Minnesotas. Seit der Fusion der Städte Minneapolis und St. Anthony im Jahr 1872 ist das John Harrington Stevens House nicht mehr das älteste Haus der Stadt, da das älteste Haus in St. Anthony bereits im Jahr 1848 errichtet wurde. Das Gebäude ist heute ein Museum.
John H. Stevens war ab dem 10. Mai 1850 mit Francis Helen Miller verheiratet und hatte sechs Kinder.